# Plectus
Plectus is een geslacht van rondwormen, die behoren tot de familie Plectidae. De amoebe Apodera vas eet rondwormen van dit geslacht.
De soort Plectus parvus wordt uitvoerig beschreven.

## Soorten
- Plectus aberrans
- Plectus acuminatus
- Plectus andrassyi
- Plectus annulatus
- Plectus antarcticus
- Plectus armatus
- Plectus assimilis
- Plectus chengmohliangi
- Plectus cirratus
- Plectus communis
- Plectus cornus
- Plectus effilatus
- Plectus elongatus
- Plectus elymi
- Plectus exinocaudatus
- Plectus falklandiae
- Plectus frigophilus
- Plectus geophilus

- Plectus gisleni
- Plectus globilabiatus
- Plectus grahami
- Plectus inquirendus
- Plectus kenyanus
- Plectus longicaudatus
- Plectus palustris
- Plectus parainquirendus
- Plectus parietinus
- Plectus parvus
- Plectus raabei
- Plectus rhizophilus
- Plectus sambesii
- Plectus tenuis
- Plectus thornei
- Plectus varians
- Plectus vindobonensis